# ريتشارد غراي
ريتشارد غراي (بالإنجليزية: Richard Gray)‏ (1 يناير 1877 بدربي في المملكة المتحدة - ) هو لاعب كرة قدم بريطاني (وحمل سابقاً جنسية المملكة المتحدة لبريطانيا العظمى وأيرلندا) في مركز حراسة المرمى. لعب مع نادي بريستول روفيرز وBurton Swifts F.C. ‏ وBurton United F.C. ‏.